# Vierter Mysore-Krieg
Der Vierte Mysore-Krieg von 1798 bis 1799 ist Teil der Mysore-Kriege und wurde zwischen Mysore und der Britischen Ostindien-Kompanie auf dem indischen Subkontinent ausgetragen.
Napoleons Invasion von Ägypten 1798 hatte das Fernziel, die britischen Handelswege nach Indien zu bedrohen. Das Königreich Mysore war der Schlüssel dazu, denn dessen Herrscher, Tipu Sultan, war ein enger Alliierter Frankreichs und ein erklärter Feind der Briten. Napoleons Absichten wurden von Horatio Nelson bei der Seeschlacht bei Abukir zerschlagen. 
Die Briten nutzten die Gelegenheit, um ihren alten Feind in Mysore endgültig zu besiegen. Zwei britische Armeen unter Arthur Wellesley, dem späteren Duke of Wellington, und eine marathische Armee aus Bombay, setzen sich in Bewegung, um Seringapatam, die Hauptstadt von Mysore, zu belagern. Auf dem Marsch kam es zu kleineren Gefechten, die die Briten für sich entscheiden konnten. Nach dem Dritten Mysore-Krieg hatte Tipu Sultan seine Hauptstadt stark befestigt und auf eine Belagerung vorbereitet. Am 4. Mai 1799 gelang es den Belagerern, Breschen in die Mauern von Seringapatam zu schlagen und in die Stadt einzudringen. Tipu starb bei der Verteidigung der Stadtmauer. Seine geplünderte Leiche wurde unter dem Westtor gefunden. Mir Sadiq, einer von Tipus Kommandeuren, war von den Briten gekauft und schickte, auf dem Höhepunkt der Schlacht, seine Einheiten von der Mauer weg.
Die Truppen vor Mysore setzten bei der Belagerung große Mengen von Raketen ein. Diese Waffe wurde später von Großbritannien übernommen. 
Mysore musste weitere Gebiete abtreten. Die Briten setzen die von ihnen kontrollierte, ehemalige Herrscherfamilie der Wodeyar auf den Thron, so dass Mysore faktisch ein Teil von Britisch-Indien wurde.
Tipu Sultan wurde mit militärischen Ehren im Mausoleum seiner Familie bestattet.
Eine skurrile Kriegsbeute der Briten ist Tipus Tiger, ein Ende des 18. Jahrhunderts in Mysore hergestellter mechanischer Automat, der einen Tiger bei einer Attacke auf einen britischen Soldaten darstellt und dabei die passenden Geräusche und Bewegungen macht. Tipus Tiger ist heute im Victoria and Albert Museum London ausgestellt.
Die Geschehnisse im Vierten Mysore-Krieg und bei der Belagerung von Seringapatam wurden von Bernard Cornwell im Roman Sharpes Feuerprobe verarbeitet.
|  |  |  |